# Enrico Ruggeri

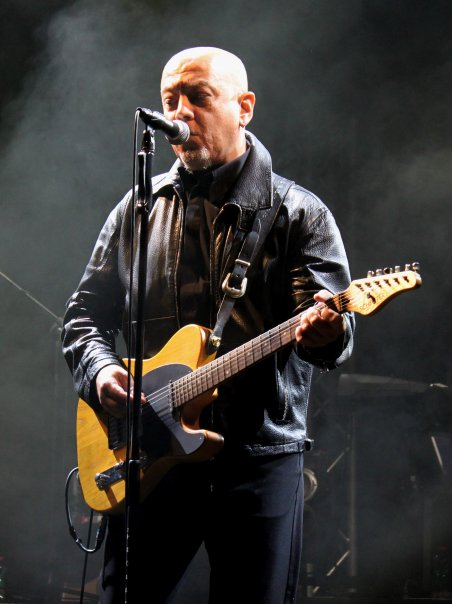
Enrico Ruggeri, 2010

Enrico Ruggeri (* 5. Juni 1957 in Mailand) ist ein italienischer Sänger, Songwriter, Schriftsteller und Fernsehmoderator. Er nahm insgesamt zehnmal am Sanremo-Festival teil und gewann es zweimal; außerdem vertrat er Italien beim Eurovision Song Contest 1993.

## Werdegang
Mit der Gründung der Band Josafat begann Enrico Ruggeri 1972 seine musikalische Karriere. Die Gruppe benannte sich 1974 in Champagne Molotov um und fusionierte 1977 mit Trifoglio zur neuen Band Decibel, die das Album Punk aufnahm und bis 1980 eine Reihe von Auftritten als Vorgruppe von teils internationalen Interpreten (darunter Adam and the Ants und The Heartbreakers) hatte. In diesem Jahr nahm die Gruppe mit Contessa am Sanremo-Festival teil und veröffentlichte das zweite Album Vivo da re. Doch schon 1981 trennte sich Ruggeri im Streit von der Band und begann mit dem Album Champagne Molotov seine Solokarriere. Musikalischer Partner zu jener Zeit war Luigi Schiavone. Erst mit Polvere 1983 gelang dem Musiker ein erster Erfolg. Schon 1984 nahm er daraufhin mit Nuovo swing am Sanremo-Festival teil; zwei Jahre später kehrte er zum Wettbewerb zurück und erzielte mit Rien ne va plus den Kritikerpreis.
Ein erster Sanremo-Sieg gelang Ruggeri 1987, als er im Trio mit Gianni Morandi und Umberto Tozzi das Lied Si può dare di più präsentierte. Außerdem gewann im selben Jahr Fiorella Mannoia mit dem von Ruggeri geschriebenen Lied Quello che le donne non dicono den Kritikerpreis. 1989 begann der Musiker auch eine schriftstellerische Tätigkeit und veröffentlichte die Bücher La giostra und Per pudore. Es folgten die erfolgreichen Alben Il falco e il gabbiano und Peter Pan. Als Ruggeri 1993 nach Sanremo zurückkehrte, gelang ihm mit Mistero nun auch als Solist der Sieg. Damit qualifizierte er sich auch für die Teilnahme am Eurovision Song Contest 1993 in Millstreet, wo er mit Sole d’Europa auf dem zwölften Platz landete. Nach einer erneuten Sanremo-Teilnahme mit L’amore è un attimo 1996 wechselte er von CGD zum Label PDU und brachte 1997 das Album Domani è un altro giorno heraus; 1999 ließ er das Coveralbum L’isola dei famosi nachfolgen.
L’uomo che vola aus dem Jahr 2000 war Ruggeris erstes Album bei Columbia/Sony. Nach intensiver Konzerttätigkeit kehrte der Musiker 2002 und 2003 zum Sanremo-Festival zurück: einmal mit Primavera a Sarajevo, dann mit Nessuno tocchi Caino (im Duett mit seiner Lebenspartnerin Andrea Mirò). Es folgten weitere Albenveröffentlichungen. Ab 2005 moderierte er die drei Staffeln der Fernsehsendung Nessuno tocchi Caino auf Italia 1. 2010 kehrte er erneut nach Sanremo zurück und präsentierte das Lied La notte delle fate; während des Wettbewerbs kam es auch zu einer kurzzeitigen Wiedervereinigung mit seiner ehemaligen Band Decibel. Noch im selben Jahr trat Ruggeri erstmals als Juror der Castingshow X Factor in Erscheinung.
Im Jahr 2011 erschien Ruggeris Roman Che giorno sarà, 2012 folgte Non si può morire la notte di Natale. Mit Frankenstein legte der Musiker 2013 ein Konzeptalbum zur gleichnamigen Shelley-Figur vor, begleitet vom kurzen Roman L’uomo al centro del cerchio. Zwischen 2013 und 2014 moderierte er die TV-Sendung Lucignolo, wieder für Italia 1. Beim Sanremo-Festival 2015 trat Ruggeri als Gast auf, bei der nächsten Ausgabe hingegen wieder als Teilnehmer (mit dem Lied Il primo amore non si scorda mai). Nach der Festivalteilnahme erschien das jüngste Studioalbum Un viaggio incredibile. In Anerkennung seines Lebenswerks wurde Ruggeri 2017 mit dem Premio Musica e Parole im Rahmen des Dante-Festivals der Stadt Ravenna ausgezeichnet.
Nach einer Reunion veröffentlichte Ruggeri zusammen mit seiner alten Band Decibel 2017 das Album Noblesse oblige. Außerdem trat die Gruppe beim Sanremo-Festival 2018 an.

## Diskografie

### Studioalben
| Jahr | Titel Musiklabel                     | Höchstplatzierung, Gesamtwochen, AuszeichnungChartsChartplatzierungen (Jahr, Titel, Musiklabel, Platzierungen, Wochen, Auszeichnungen, Anmerkungen) | Anmerkungen                                            |
| Jahr | Titel Musiklabel                     | IT | Anmerkungen                                            |
| ---- | ------------------------------------ | --- | ------------------------------------------------------ |
| 1984 | Presente CGD                         | IT23 (3 Wo.)IT |                                                        |
| 1986 | Difesa francese CGD                  | IT20 (3 Wo.)IT | EP                                                     |
| 1986 | Enrico VIII CGD                      | IT13 (10 Wo.)IT |                                                        |
| 1988 | La parola ai testimoni CGD           | IT6 (12 Wo.)IT |                                                        |
| 1989 | Contatti CGD                         | IT14 (9 Wo.)IT |                                                        |
| 1990 | Il falco e il gabbiano CGD           | IT8 (15 Wo.)IT |                                                        |
| 1991 | Peter Pan CGD                        | IT9 Gold · (20 Wo.)IT | Verkäufe: + 100.000                                    |
| 1994 | Oggetti smarriti CGD                 | IT7 (7 Wo.)IT |                                                        |
| 1996 | Fango e stelle CGD East West         | IT10 (5 Wo.)IT |                                                        |
| 1997 | Domani è un altro giorno PDU         | IT9 (6 Wo.)IT | 1999 spanische Version als La gente con alma           |
| 1999 | L’isola dei tesori PDU               | IT13 (3 Wo.)IT |                                                        |
| 2000 | L’uomo che vola Columbia/Sony        | IT15 (5 Wo.)IT |                                                        |
| 2003 | Gli occhi del musicista Anyway/Sony  | IT7 (8 Wo.)IT |                                                        |
| 2005 | Amore e guerra Anyway / Sony BMG     | IT15 (6 Wo.)IT |                                                        |
| 2007 | Il regalo di Natale Anyway/Universal | IT63 (4 Wo.)IT | Weihnachtsalbum mit Andrea Mirò und Quei bravi ragazzi |
| 2008 | Rock Show Anyway/Universal           | IT13 (5 Wo.)IT |                                                        |
| 2010 | La ruota Universal                   | IT30 (5 Wo.)IT |                                                        |
| 2013 | Frankenstein Anyway (SME)            | IT10 (4 Wo.)IT | Erstveröffentlichung: 7. Mai 2013                      |
| 2015 | Pezzi di vita Anyway (SME)           | IT5 (13 Wo.)IT | Erstveröffentlichung: 14. April 2015                   |
| 2016 | Un viaggio incredibile Anyway (SME)  | IT22 (9 Wo.)IT | Erstveröffentlichung: 12. Februar 2016                 |
| 2019 | Alma Anyway (SME)                    | IT13 (4 Wo.)IT | Erstveröffentlichung: 15. März 2019                    |
| 2022 | La rivoluzione Anyway (SME)          | IT39 (1 Wo.)IT | Erstveröffentlichung: 18. März 2022                    |
| 2025 | La caverna di platone Anyway (SME)   | IT24 (2 Wo.)IT | Erstveröffentlichung: 17. Januar 2015                  |

Weitere Studioalben
- Champagne Molotov (SIF; 1981)
- Polvere (CGD; 1983)
- Tutto scorre (CGD; 1985)

### Livealben
| Jahr | Titel Musikalben                                | Höchstplatzierung, Gesamtwochen, AuszeichnungChartsChartplatzierungen (Jahr, Titel, Musikalben, Platzierungen, Wochen, Auszeichnungen, Anmerkungen) | Anmerkungen |
| Jahr | Titel Musikalben                                | IT | Anmerkungen |
| ---- | ----------------------------------------------- | --- | ----------- |
| 1987 | Vai Rrouge! CGD                                 | IT15 (12 Wo.)IT |             |
| 2001 | La vie en rouge Columbia/Sony                   | IT21 (6 Wo.)IT |             |
| 2002 | La vie en rouge (Sanremo edition) Columbia/Sony | IT43 (6 Wo.)IT |             |

### Kompilationen
| Jahr | Titel                                 | Höchstplatzierung, Gesamtwochen, AuszeichnungChartsChartplatzierungen (Jahr, Titel, Platzierungen, Wochen, Auszeichnungen, Anmerkungen) | Anmerkungen                         |
| Jahr | Titel                                 | IT | Anmerkungen                         |
| ---- | ------------------------------------- | --- | ----------------------------------- |
| 1993 | La giostra della memoria CGD          | IT5 (13 Wo.)IT |                                     |
| 2004 | Punk prima di te Anyway/Columbia/Sony | IT34 (1 Wo.)IT |                                     |
| 2006 | Cuore, muscoli e cervello Anyway/Sony | IT29 (5 Wo.)IT |                                     |
| 2009 | All In Anyway/Universal               | IT31 (5 Wo.)IT |                                     |
| 2012 | Le canzoni ai testimoni Universal     | IT21 (3 Wo.)IT |                                     |
| 2014 | Frankenstein 2.0 Anyway (SME)         | IT62 (3 Wo.)IT | Erstveröffentlichung: 18. März 2014 |

### Singles
| Jahr | Titel Album                                             | Höchstplatzierung, Gesamtwochen, AuszeichnungChartplatzierungen (Jahr, Titel, Album, Platzierungen, Wochen, Auszeichnungen, Anmerkungen) | Höchstplatzierung, Gesamtwochen, AuszeichnungChartplatzierungen (Jahr, Titel, Album, Platzierungen, Wochen, Auszeichnungen, Anmerkungen) | Anmerkungen                                                                                             |
| Jahr | Titel Album                                             | IT | CH | Anmerkungen                                                                                             |
| ---- | ------------------------------------------------------- | --- | --- | --- |
| 1984 | Nuovo swing Presente                                    | IT15 (7 Wo.)IT | — | Beitrag zum Sanremo-Festival 1984                                                                       |
| 1987 | Si può dare di più                                      | IT1 (16 Wo.)IT | CH15 (4 Wo.)CH | als Morandi/Ruggeri/Tozzi; mit Gianni Morandi und Umberto Tozzi Siegerbeitrag zum Sanremo-Festival 1987 |
| 1988 | Giorni randagi La parola ai testimoni                   | IT14 (5 Wo.)IT | — | |
| 1990 | Ti avrò Il falco e il gabbiano                          | IT6 (12 Wo.)IT | — | |
| 1991 | Peter Pan                                               | IT10 (15 Wo.)IT | — | |
| 1993 | Mistero La giostra della memoria                        | IT1 (8 Wo.)IT | — | Siegerbeitrag zum Sanremo-Festival 1993                                                                 |
| 2000 | Gimondi e il cannibale L’uomo che vola                  | — | — | Platz 45 in M&D-Charts (2 Wochen)                                                                       |
| 2002 | Primavera a Sarajevo Gli occhi del musicista            | IT15 (8 Wo.)IT | — | |
| 2005 | L’americano medio Amore e guerra                        | — | — | Platz 45 in M&D-Charts (1 Woche)                                                                        |
| 2008 | La terra e la luna Rock Show                            | — | — | Platz 31 in M&D-Charts (2 Wochen)                                                                       |
| 2010 | La notte delle fate La ruota                            | IT22 (3 Wo.)IT | — | |
| 2010 | Polvere                                                 | IT77 (1 Wo.)IT | — | erschienen 1983                                                                                         |
| 2012 | Tenax Le canzoni ai testimoni                           | IT98 (1 Wo.)IT | — | feat. Serpenti                                                                                          |
| 2016 | Il primo amore non si scorda mai Un viaggio incredibile | IT59 (1 Wo.)IT | — | |

## Bibliografie
- La giostra. Forte Editore, 1989.
- Per pudore. Carte Segrete, 1994.
- Racconti e poesie. Stampa Alternativa, 1998, ISBN 978-88-7226-407-2.
- Piccoli Mostri. Feltrinelli, 2000, ISBN 978-88-07-81617-8.
- La vie en Rouge. Sperling & Kupfer, Mailand, Mailand 2000, ISBN 978-88-200-3240-1.
- Quante vite avrei voluto. Rizzoli, Mailand 2007, ISBN 978-88-17-01738-1.
- Alieni. Rizzoli, Mailand 2010, ISBN 978-88-17-03808-9.
- Che giorno sarà. Kowalski, 2011, ISBN 978-88-7496-695-0.
- Non si può morire la notte di Natale. Baldini Castoldi Dalai Editore, 2012, ISBN 978-88-6620-846-4.
- La brutta estate. Mondadori, 2014, ISBN 978-88-04-64905-2.

## Belege
1. ↑  Dante 2021, questa sera al Teatro Rasi sarà assegnato il Premio “Dante-Ravenna” a Corrado Augias e “Musica e Parole” a Enrico Ruggeri. In: PiùNotizie. Edizioni Moderna, 16. September 2017, archiviert vom Original (nicht mehr online verfügbar) am 17. September 2017; abgerufen am 17. September 2017.  Info: Der Archivlink wurde automatisch eingesetzt und noch nicht geprüft. Bitte prüfe Original- und Archivlink gemäß Anleitung und entferne dann diesen Hinweis.
2. 1 2 3  Chartquellen (Alben):
  - M&D-Chartarchiv. Musica e dischi, archiviert vom Original (nicht mehr online verfügbar) am 18. Mai 2015; abgerufen am 9. Mai 2016 (italienisch, kostenpflichtiger Abonnement-Zugang).  Info: Der Archivlink wurde automatisch eingesetzt und noch nicht geprüft. Bitte prüfe Original- und Archivlink gemäß Anleitung und entferne dann diesen Hinweis.
  - Guido Racca & Chartitalia: Top 100 FIMI Album. Lulu, 2013, S. 163 f.
  - Alben von Enrico Ruggeri. In: Italiancharts.com. Hung Medien, archiviert vom Original (nicht mehr online verfügbar) am 10. Mai 2016; abgerufen am 9. Mai 2016.  Info: Der Archivlink wurde automatisch eingesetzt und noch nicht geprüft. Bitte prüfe Original- und Archivlink gemäß Anleitung und entferne dann diesen Hinweis.
3. ↑  Gold für Peter Pan in Italien
4. ↑  Chartquellen (Singles):
  - M&D-Chartarchiv. Musica e dischi, archiviert vom Original (nicht mehr online verfügbar) am 18. Mai 2015; abgerufen am 9. Mai 2016 (italienisch, kostenpflichtiger Abonnement-Zugang).  Info: Der Archivlink wurde automatisch eingesetzt und noch nicht geprüft. Bitte prüfe Original- und Archivlink gemäß Anleitung und entferne dann diesen Hinweis.
  - Guido Racca & Chartitalia: Top 100 FIMI Singoli. Lulu, 2013, S. 142.
  - Archivio classifiche Top Digital. FIMI, abgerufen am 9. Mai 2016 (italienisch).
  - Morandi/Ruggeri/Tozzi – Si può dare di più. In: Hitparade.ch. Hung Medien, abgerufen am 9. Mai 2016.

| Personendaten    | Personendaten                                                         |
| ---------------- | --------------------------------------------------------------------- |
| NAME             | Ruggeri, Enrico                                                       |
| KURZBESCHREIBUNG | italienischer Sänger, Songwriter, Schriftsteller und Fernsehmoderator |
| GEBURTSDATUM     | 5. Juni 1957                                                          |
| GEBURTSORT       | Mailand                                                               |